# Wahl zur Territorialversammlung in Obervolta 1957
Die ersten Wahlen zur Territorialversammlung in Französisch-Obervolta wurden am 31. März 1957 abgehalten.
Das Ergebnis war ein Sieg für die Vereinigte Demokratische Partei (einer Koalition aus der Voltaischen Demokratischen Union - Afrikanische Demokratische Sammlung und der Sozialpartei für die Gleichstellung der Afrikanischen Massen), welche gemeinsam insgesamt 35 der 68 Sitze in der Territorialversammlung gewannen.

## Ergebnisse
| Partei                            | Anteil  | Sitze |
| --------------------------------- | ------- | ----- |
| Vereinigte Demokratische Partei   | 51,47 % | 35    |
| Voltaische Demokratische Bewegung | 38,24 % | 26    |
| Afrikanische Volksbewegung        | 7,35 %  | 5     |
| Unabhängige                       | 2,94 %  | 2     |
| Gesamt                            | 100 %   | 68    |